# Laura Tyson
Laura D'Andrea Tyson là một nhà kinh tế Hoa Kỳ, sinh ngày 28 tháng 7 năm 1947. Bà hiện là hiệu trưởng Trường Kinh doanh Haas, Đại học California, Berkeley.

## Các chức vụ
Từ năm 2002 đến 2006, Tyson là nữ hiệu trưởng đầu tiên của Trường Kinh doanh London. Từ năm 1998 đến 2001, bà từng là hiệu trưởng Trường Kinh doanh Haas. Bà phục vụ trong nội các của Tổng thống William Clinton với chức vụ Chủ tịch Hội đồng Tư vấn Kinh tế từ năm 1993 đến 1995 (người phụ nữ đầu tiên giữ cương vị này) và Thư ký Hội đồng Kinh tế Quốc gia từ năm 1995 đến 1996. Tyson cũng từng là ủy viên Hội đồng Đối ngoại từ năm 1987, ủy viên hội đồng quản trị của Morgan Stanley từ năm 1997, ủy viên hội đồng quản trị của AT&T Inc. từ năm 1999, ủy viên hội đồng quản trị Eastman Kodak.

## Học thuật
Tyson có học vị cử nhân kinh tế học tại Smith College vào năm 1969 và tiến sĩ kinh tế học từ Học viện Công nghệ Massachusetts vào năm 1974. Bà là giảng viên khoa kinh tế của Đại học Princeton từ năm 1974 đến năm 1977, sau đó là giáo sư kinh tế học tại Đại học California, Berkeley. Năm 1990, bà được phong học hàm giáo sư quản trị kinh doanh.
Lĩnh vực nghiên cứu khoa học chủ yếu của Tyson là chính sách thương mại và cạnh tranh quốc tế. Bà còn nghiên cứu cả kinh tế chuyển đổi ở Trung Âu. Bà cũng là một cây bút về các vấn đề kinh tế cho các báo BusinessWeek, The Washington Post, The New York Times.